# Акчурин, Леонтий Николаевич
Леонтий Николаевич Акчурин (1933 — 1985) — советский чувашский тракторист, депутат Верховного Совета СССР. Герой Социалистического Труда (1971).

## Биография
Родился 16 апреля 1933 года в деревне Степные Шихазаны Комсомольского района. Чуваш. Член КПСС с 1967 года. Образование неполное среднее.
После окончания Старочелны-Сюрбеевской семилетней школы, в 1948 году стал  работать помощником тракториста в колхозе «Красный Октябрь» Комсомольского района Чувашской АССР; с 1950 года тракторист в том же колхозе. В 1952-1955 годах служил в Советской Армии, службу проходил в ВНР. После демобилизации — вновь тракторист колхоза «Красный октябрь».
Погиб 18 июля 1985 года в автокатастрофе.
Депутат Совета Национальностей Верховного Совета СССР 9 созыва (1974—1979) от Батыревского избирательного округа № 683 Чувашской АССР. Член Комиссии по товарам народного потребления Совета Национальностей. Неоднократно избирался депутатом районного и сельского Советов.
Похоронен в селе Степные Шихазаны.

## Награды
- Герой Социалистического Труда (1971; за успехи в развитии сельскохозяйственного производства, выполнении пятилетнего плана продажи государству продуктов земледелия и животноводства);
- Орден Ленина (1971);
- Заслуженный механизатор Чувашской АССР (1968)
- Заслуженный механизатор сельского хозяйства РСФСР (1970);
- Медаль «В ознаменование 100-летия со дня рождения Владимира Ильича Ленина» (1970)